# Ото-мангские языки
Ото-мангские языки (отомангейские, ото-мангеанские, отомангские, ото-манге) — семья, по другой классификации — макросемья, состоящая из нескольких семей индейских языков Центральной Америки. Языки этой семьи распространены почти исключительно в Мексике, однако ряд мёртвых языков данной семьи были ранее распространены южнее вплоть до Никарагуа. Максимальное число носителей языков данной семьи насчитывается сейчас в мексиканском штате Оахака, где носителями языков двух крупнейших групп данной семьи, сапотекских и миштекских языков являются в общей сложности 1,5 млн человек.
Ото-мангские языки длительное время сосуществовали с другими аборигенными языками Мезоамерики и выработали ряд общих черт с ними. Тем не менее, ряд характерных черт отличает эти языки от прочих соседних. Это единственная языковая семья Северной Америки и Мезоамерики, где все языки являются тональными. Кроме того, ото-мангские языки являются более аналитичными по своей структуре, чем прочие мезоамериканские языки. Характерный порядок слов в предложении — VSO.

## Классификация

### Гипотезы о включении в макросемьи
В своей известной классификационной гипотезе 1929 г. Эдвард Сепир включал субтиаба-тлапанекские языки (Subtiaba-Tlapanec) в хоканскую семью, однако не рассматривал прочие ото-мангские языки. Джозеф Гринберг в 1987 г. в своей противоречивой гипотезе об америндских языках продолжал включать тлапанекский язык в хоканскую семью, хотя к тому времени уже была установлена его принадлежность к ото-мангским языкам, а прочие ото-мангские языки отнёс к «центральным америндским». Гипотезы о принадлежности ото-мангских языков к макросемьям более высокого уровня не предлагались. Возникновение ото-мангской семьи датируется примерно 4-5 тыс. до н. э., и на таком временном уровне предложить надёжные сопоставления крайне трудно.

## Древнейшая история
Ото-мангская семья существует на юге Мексики как минимум уже 6 тысяч лет, а, возможно, и больше. Прародина ото-мангских языков, как предполагается, находилась в долине Теуакан, где существовала одна из наиболее ранних неолитических культур Мезоамерики. Хотя не все согласны, что теуаканская культура была прародиной ото-мангских языков, однако исследователи сходятся во мнении, что люди данной культуры говорили на ото-мангском языке (5000 — 2300 гг. до н. э.).
Носители ото-мангских языков создали и другие известные древние культуры Мезоамерики. Считается, что археологическое место раскопок в Монте-Альбане, датируемое около 1000 г. до н. э., относилось к сапотекам. Среди прочих мезоамериканских культурных центров, которые относились к ото-мангским народам, следует упомянуть археологические культуры Шочикалько, оставленные культурой матлацинка, и Чолула, которая была создана народом манге. Влияние ото-мангских культур предполагается в Теотихуакане.
Сапотеки создали одну из древнейших индейских письменностей, а позднее свою квазиписьменность создали миштеки. В постклассический период ото-мангские культуры центральной Мексики утратили влияние под давлением вторженцев из народа науа; большинство племён мигрировали, нередко на менее плодородные земли.
Длительная история данной семьи привела к значительному расхождению между её ветвями.

## Внутренняя классификация
| Генеалогическая классификация ото-мангских языков |                             |                              |                                        |                                      |                                                                                   |
| Семья                                             | Подсемьи                    | Ветви                        | Группы                                 | Языки / Подгруппы                    | Область распространения, число носителей                                          |
| Ото-мангские языки                                | Западные ото-мангские языки | Отопаме-чинактеканские языки | Языки ото-паме                         | Языки отоми                          | Центральная Мексика (~212.000)                                                    |
| Ото-мангские языки                                | Западные ото-мангские языки | Отопаме-чинактеканские языки | Языки ото-паме                         | масауа                               | Мексика (~350.000)                                                                |
| Ото-мангские языки                                | Западные ото-мангские языки | Отопаме-чинактеканские языки | Языки ото-паме                         | языки матлацинка                     | окуильтек (Tlahuica; шт. Мехико, Морелос; ~450) и матлацинка (шт. Мехико, ~1.300) |
| Ото-мангские языки                                | Западные ото-мангские языки | Отопаме-чинактеканские языки | Языки ото-паме                         | языки паме                           | северный и центральный паме (шт. Сан-Луис-Потоси; 10.000), вымерший южный паме    |
| Ото-мангские языки                                | Западные ото-мангские языки | Отопаме-чинактеканские языки | Языки ото-паме                         | чичимека-хонас                       | Гуанахуато, (Сан-Луис-Потоси, ~1.500)                                             |
| Ото-мангские языки                                | Западные ото-мангские языки | Отопаме-чинактеканские языки | Чинантекские языки                     | от 10 до 14 языков                   | северная Оахака и южный Веракрус, (~224.000)                                      |
| Ото-мангские языки                                | Западные ото-мангские языки | Тлапанек-мангейские языки    | Тлапанекские языки (субтиаба-тлапанек) | Тлапанек (Ме’фаа)                    | Герреро (~75.000)                                                                 |
| Ото-мангские языки                                | Западные ото-мангские языки | Тлапанек-мангейские языки    | Тлапанекские языки (субтиаба-тлапанек) | Субтиаба (†)                         | Никарагуа                                                                         |
| Ото-мангские языки                                | Западные ото-мангские языки | Тлапанек-мангейские языки    | Мангейские языки                       | Чьяпанек (†)                         | Чьяпас                                                                            |
| Ото-мангские языки                                | Западные ото-мангские языки | Тлапанек-мангейские языки    | Мангейские языки                       | Чоротега (манге) (†)                 | Коста-Рика, Никарагуа                                                             |
| Ото-мангские языки                                | Восточные языки ото-манге   | Пополок-сапотекские языки    | Пополоканские языки                    | Масатекские языки                    | северо-восточная Оахака и Веракрус (~206,000)                                     |
| Ото-мангские языки                                | Восточные языки ото-манге   | Пополок-сапотекские языки    | Пополоканские языки                    | Ишкатек                              | северная Оахака (<100)                                                            |
| Ото-мангские языки                                | Восточные языки ото-манге   | Пополок-сапотекские языки    | Пополоканские языки                    | Чочо                                 | северная Оахака (<1000)                                                           |
| Ото-мангские языки                                | Восточные языки ото-манге   | Пополок-сапотекские языки    | Пополоканские языки                    | Пополокские языки                    | южная Пуэбла, (~30,000)                                                           |
| Ото-мангские языки                                | Восточные языки ото-манге   | Пополок-сапотекские языки    | Сапотекские языки                      | собственно сапотекские языки (45-60) | центральная и восточная Оахака (~785.000)                                         |
| Ото-мангские языки                                | Восточные языки ото-манге   | Пополок-сапотекские языки    | Сапотекские языки                      | языки Чатино                         | 3-6 языков; Оахака (~23,000)                                                      |
| Ото-мангские языки                                | Восточные языки ото-манге   | Пополок-сапотекские языки    | Сапотекские языки                      | Папабуко                             | Оахака                                                                            |
| Ото-мангские языки                                | Восточные языки ото-манге   | Пополок-сапотекские языки    | Сапотекские языки                      | Сольтек                              | Оахака                                                                            |
| Ото-мангские языки                                | Восточные языки ото-манге   | Амусго-миштекские языки      | Языки амусго                           | Амусго                               | Оахака и Герреро (~30,000)                                                        |
| Ото-мангские языки                                | Восточные языки ото-манге   | Амусго-миштекские языки      | Миштеканские языки                     | Миштекские языки (30-50)             | центр., юж. и зап. Оахака; юж. Пуэбла и вост. Герреро (~511.000)                  |
| Ото-мангские языки                                | Восточные языки ото-манге   | Амусго-миштекские языки      | Миштеканские языки                     | Куикатек                             | Куикатлан, Оахака, (~18.500)                                                      |
| Ото-мангские языки                                | Восточные языки ото-манге   | Амусго-миштекские языки      | Миштеканские языки                     | Трике (или трики)                    | зап. Оахака (~23.000)                                                             |

Под сомнением остаётся принадлежность к ото-мангским языка хуаве (вабе) — большинство исследователей рассматривают его как изолят.

## Фонология (обзор)

### Общие фонологические характеристики
Все ото-мангские языки являются тональными: в некоторых только два тона, в некоторых их количество достигает пяти. Кроме того, в ряде ото-мангских языков имеются сложные контурные тона. Ряду ото-мангских языков присуща назализация гласных. Во многих ото-мангских языках нет лабиальных согласных, а в тех, где такие согласые есть, они обычно происходят от прото-ото-мангского */kʷ/.

### Слоговая структура
Ото-мангский праязык допускал только слоги типа CV или CVʔ. Количество разновидностей начальных стечений согласных в слогах очень ограничено, обычно допускаются только: сибилянт-CV, CyV, CwV, назальный-CV, ChV, или CʔV. В ряде современных ото-мангских языков подобные фонетические ограничения сохраняются.

### Прото-ото-мангская фонетика
Для ото-мангского праязыка реконструируется следующая фонетическая система.
| Реконструируемые согласные ото-мангского праязыка |               |              |             |          |             |
|                                                   | Лабиовелярные | Альвеолярные | Палатальные | Велярные | Глоттальные |
| Взрывные согласные                                | *kʷ           | *t           |             | *k       | *ʔ          |
| Фрикативные согласные                             |               | *s           |             |          |             |
| Носовые согласные                                 |               | *n           |             |          |             |
| Полугласные                                       | *w            |              | *j          |          |             |

| Реконструкция системы гласных прото-ото-мангского языка |             |            |
| Передний ряд                                            | Средний ряд | Задний ряд |
| *i                                                      |             | *u         |
| *e                                                      |             |            |
|                                                         | *a          |            |

Ренш (Rensch, 1977) также реконструировал для праязыка 4 тона. Позднее в пересмотренной реконструкции Терренс Кауфман (Terrence Kaufman) добавил протофонемы */ts/, */θ/, */x/, */xʷ/, */l/, */r/, */m/ и */o/, а также комбинации гласных */ia/, */ai/, */ea/ и */au/.
По сравнению с протоязыком, обладавшим весьма скудным набором фонем, современные ото-мангские языки сильно изменились, во многих из них выработались богатые наборы как согласных, так и гласных. Во многих имеются полные наборы фрикативных, а в ряде ветвей (в частности, в сапотекских и чинантекских языках) различаются звонкие и глухие варианты как взрывных, так и фрикативных. Звонкие серии согласных в языках ото-паме имеют как фрикативные, так и взрывные аллофоны. В отомийских языках также имеются полные наборы гласных переднего, среднего и заднего рядов.

## Речь при помощи свиста
В некоторых языках ото-мангской семьи выработались системы речи при помощи свиста, когда путём насвистывания тональных комбинаций слов и фраз можно передавать информацию на дальние расстояния, не произнося ни слова. Такая речь особенно характерна для чинантекских, масатекских и сапотекских языков.